# Pescantina
Pescantina – miejscowość i gmina we Włoszech, w regionie Wenecja Euganejska, w prowincji Werona. Miasteczko oddalone o 7 km od Werony.
Według danych na rok 2004 gminę zamieszkiwało 12 405 osób, 652,9 os./km².

## Miasta partnerskie
- Siedlce